# Линь Саньчжи
Линь Саньчжи́ (кит. упр. 林散之, 20 ноября 1898 — 6 декабря 1989) — китайский поэт, каллиграф и художник.

## Биография
Его предки происходили из области Хэчжоу провинции Аньхой, но сам он родился в крестьянской семье в уезде Цзянпу провинции Цзянсу (сейчас эти места входят в состав района Пукоу города Нанкин). Заниматься каллиграфией и живописью начал с детства, а в 1929 году переехал в Шанхай, где стал учеником известного художника и педагога Хуан Биньхуна. Вскоре из-за отсутствия средств был вынужден вернуться в родные места и устроиться работать школьным учителем.
После создания Китайской Народной Республики некоторое время работал чиновником в Цзянпу, а в 1956 году был назначен заместителем главы уезда. В 1963 году был приглашён на должность преподавателя в Институт традиционной китайской живописи провинции Цзянсу (кит. 江苏省国画院) и переехал в Нанкин. Во время культурной революции подвергался преследованиям, в результате чего в 1966 году покинул Нанкин и в течение нескольких лет жил в различных местах провинциального Китая, преподавая каллиграфию. В 1970 году серьёзно повредил правую руку, что значительно повлияло на манеру его письма.
В 1972 году одно из его произведений было представлено в комиссию по отбору работ современных мастеров каллиграфии для опубликования в специальном выпуске журнала «Народный Китай», приуроченном к восстановлению дипломатических отношений с Японией (где и распространялся указанный журнал). Работа Линь Саньчжи произвела большое впечатление на комиссию (в том числе на её главу — писателя и влиятельного общественного деятеля Го Можо) и была опубликована, после чего Линь Саньчжи обрёл известность в Китае и Японии и смог вернуться в Нанкин. В 1978 году был назначен членом Народного политического консультативного совета Китая.
Умер 6 декабря 1989 года после болезни и согласно собственному желанию был похоронен в Данту, где находится могила поэта Ли Бо.